# Cephalodella wrighti
Cephalodella wrighti är en hjuldjursart som beskrevs av Wulfert 1960. Cephalodella wrighti ingår i släktet Cephalodella och familjen Notommatidae. Arten är reproducerande i Sverige. Inga underarter finns listade i Catalogue of Life.